# John Molson

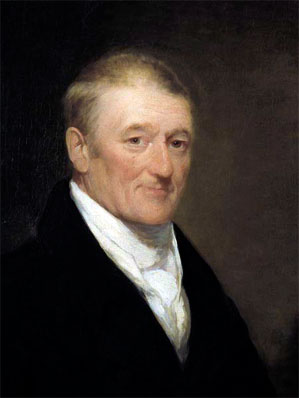
John Molson

John Molson (* 28. Dezember 1763 in Moulton bei Spalding, Lincolnshire; † 11. Januar 1836 in Boucherville, Niederkanada) war ein englisch-kanadischer Bierbrauer, Schiffseigner, Bankier und Politiker. Er ist der Begründer und Namensgeber von Molson, der ältesten Brauerei Kanadas. Darüber hinaus war er Pionier der Dampfschifffahrt auf dem Sankt-Lorenz-Strom und an der Gründung der Champlain and St. Lawrence Railroad, der ersten Eisenbahn Kanadas, beteiligt.

## Biografie
Molson war mit zehn Jahren Vollwaise und kam in die Obhut seines Großvaters Samuel Elsdale. Vater John Molson sr. hatte ein Grundstück vererbt und Elsdale finanzierte mit den Einkünften die Ausbildung der Molson-Geschwister in Internaten. 1782 wanderte John Molson nach Kanada aus und ließ sich in Montreal nieder. Er kaufte 160 Hektar Land, um einen landwirtschaftlichen Betrieb aufzubauen, trennte sich aber 1786 wieder von diesem Besitz. Stattdessen übernahm er eine kleine Brauerei und gründete die Molson Brewing Company.
Die Gewinne investierte Molson in die Vergrößerung der Brauerei; er hielt sich mehrmals in England auf, um Gerätschaften zu kaufen. Da in Kanada damals kaum Gerste angebaut wurde, verteilte er Samen an Bauern in der Umgebung. 1809 beteiligte sich Molson finanziell am Bau des ersten Dampfschiffs in Kanada, das zwischen den Städten Montreal und Québec verkehrte. Das Parlament lehnte 1811 sein Gesuch um ein Dampfschiffmonopol auf dem Sankt-Lorenz-Strom ab. 1812/13 war er als Leutnant und Hauptmann am Britisch-Amerikanischen Krieg beteiligt. Nach Kriegsende nahm die Verkehrsnachfrage markant zu und Molson gab den Bau weiterer Dampfschiffe in Auftrag, in Montreal und Québec ließ er Werften bauen.
1816 beteiligte Molson seine Söhne John jr., Thomas und William an der Brauerei, was es ihm ermöglichte, vermehrt politisch tätig zu werden. Im März desselben Jahres wurde er in das Parlament von Niederkanada gewählt, in dem er den Wahlkreis Montreal-Ost vertrat. Er setzte sich insbesondere für den Bau des Lachine-Kanals und des Montreal General Hospital ein. 1820 verzichtete er auf eine Wiederwahl. Sieben Jahre später kandidierte er ein weiteres Mal, wurde aber nicht gewählt. 1832 folgte schließlich die Ernennung zum Mitglied des Oberhauses.

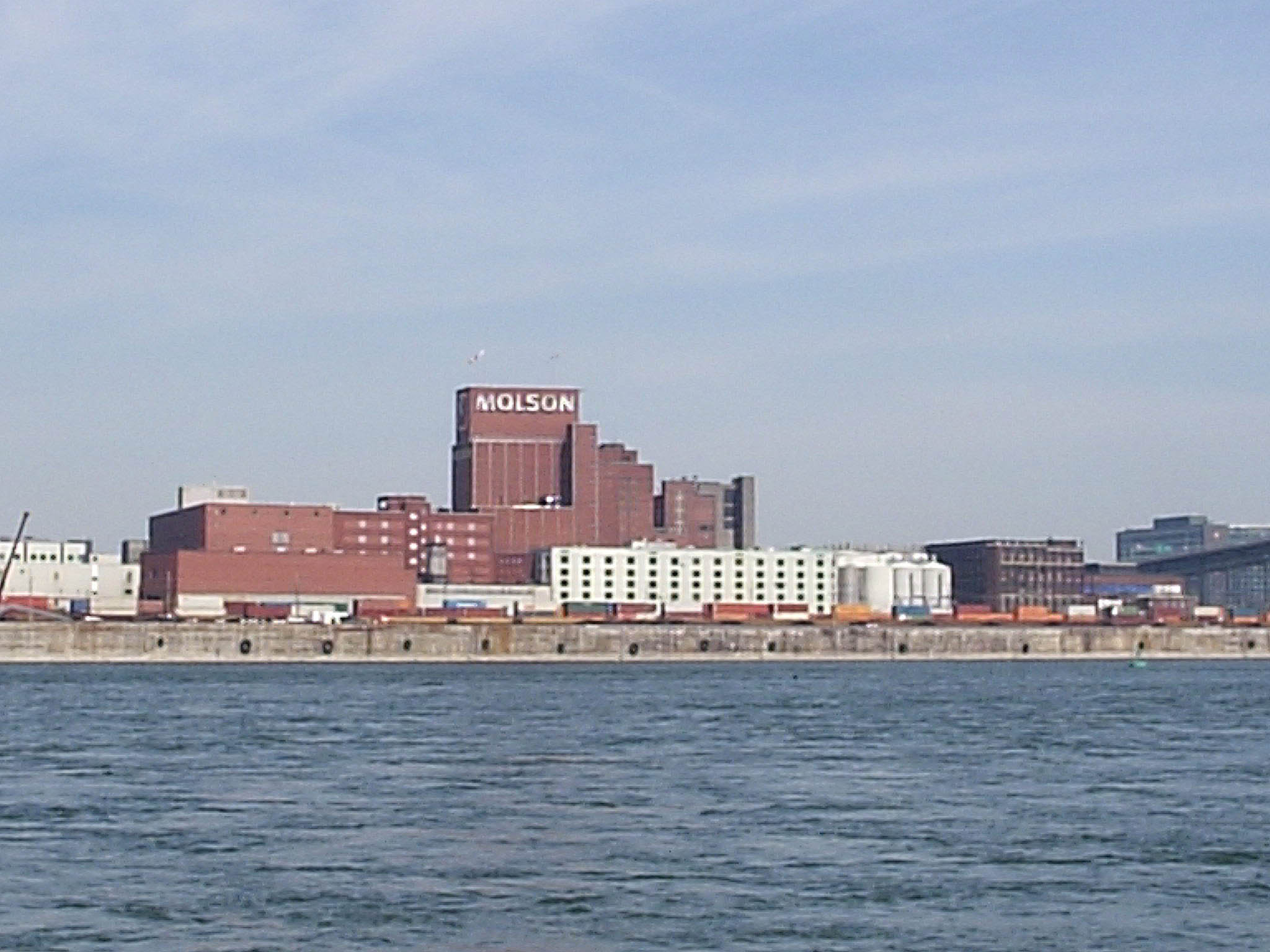
Die Molson-Brauerei in Montreal, heute noch am selben Standort wie Ende des 18. Jahrhunderts

Währenddessen diversifizierte Molson seine geschäftlichen Aktivitäten weiter. Er ließ ein Hotel errichten und gründete 1821 die erste Destillerie der Kolonie. 1822 erfolgte eine Konsolidierung des Dampfschiffverkehrs, indem Molson mit einem Konkurrenten das gemeinsame Unternehmen St Lawrence Steamboat Company gründete. Von 1824 bis 1834 gehörte er dem Verwaltungsrat der Bank of Montreal an (ab 1826 als Präsident), von 1826 bis 1833 war er Großmeister der Freimaurer-Großloge Montreal. 1832 gründete Molson zusammen mit Peter McGill und weiteren Montrealer Geschäftsleuten die Champlain and St. Lawrence Railroad. Die zu bauende Eisenbahnlinie nach Saint-Jean-sur-Richelieu sollte den Güterverkehr in Richtung New York erleichtern. Ihre Eröffnung erfolgte im Juli 1836, sieben Monate nach seinem Tod.
Die Molson-Brauerei besteht noch heute und ist die größte Kanadas. Nach John Molson ist die 1974 gegründete John Molson School of Business benannt, die mit der Concordia University assoziiert ist.

## Ehrungen
In Kanada wird Molson seit 2021 als Person von nationaler historischer Bedeutung geehrt.